# Magic Bus
Pour les articles homonymes, voir Magic Bus (homonymie).
Magic Bus est une chanson des Who (1968). Ce single a largement contribué à la popularité du groupe. Très joué en concert (notamment lors du Live at Leeds), ce titre apparaît dans la compilation Magic Bus: The Who on Tour. Le single a été écrit deux ans plus tôt, mais le groupe a, à cette époque, préféré publier le single My Generation.
Cette chanson présente une surcharge rythmique, la basse et la guitare jouant des motifs simples et énergiques, sur fond de claves jouées par Roger Daltrey, rappelant le beat de Bo Diddley. Selon les notes de pochette de la réédition du Live at Leeds, John Entwistle appréciait peu de jouer ce morceau, étant obligé de répéter continuellement le même riff. Moon se sentait également frustré de ne jouer qu'à la fin de la chanson. Les claves  seront pourtant reprises dans le refrain de I Don't Even Know Myself. En revanche, Pete Townshend adorait interpréter cette chanson en concert. Comme on peut l'entendre sur les différents enregistrements de concert du début des années 70, la chanson était assez différente de la version studio, dégénérant en longues improvisations fougueuses.

## Personnel
- Roger Daltrey - chant, claves
- Pete Townshend - guitares, chœurs
- John Entwistle - basse, chœurs
- Keith Moon - batterie